# 薩卡普拉斯
薩卡普拉斯（西班牙語：Sacapulas），是危地馬拉的城鎮，位於該國中西部，由基切省負責管轄，面積213平方公里，海拔高度1,418米，2002年人口35,706，人口密度每平方公里167.63人。
15°17′21″N 91°5′21″W / 15.28917°N 91.08917°W